# 二俁川站
二俁川站（日语：／ Futamatagawa eki */?）位於日本神奈川縣橫濱市旭區二俁川二丁目，是相模鐵道的鐵路車站。車站編號是SO10。電報略號是。2017年3月18日改點後現在相鐵所有的定期列車都停靠此站。
作為二俁川管區管理此站－希望丘站。

## 車站構造
島式月台2面4線的橋上車站。基本上外側2線為相鐵本線、中央2線為泉野線。月台東側與内側有2條引上線，供不停本站時使用。

### 月台配置
| 月台 | 路線   | 方向 | 目的地                          |
| ---- | ------ | ---- | ------------------------------- |
| 1、2 | 本線   | 下行 | 大和、海老名方向（2號月台部分） |
| 2    | 泉野線 | -    | 泉野、湘南台方向                |
| 3、4 | 本線   | 上行 | 橫濱、新橫濱方向                |

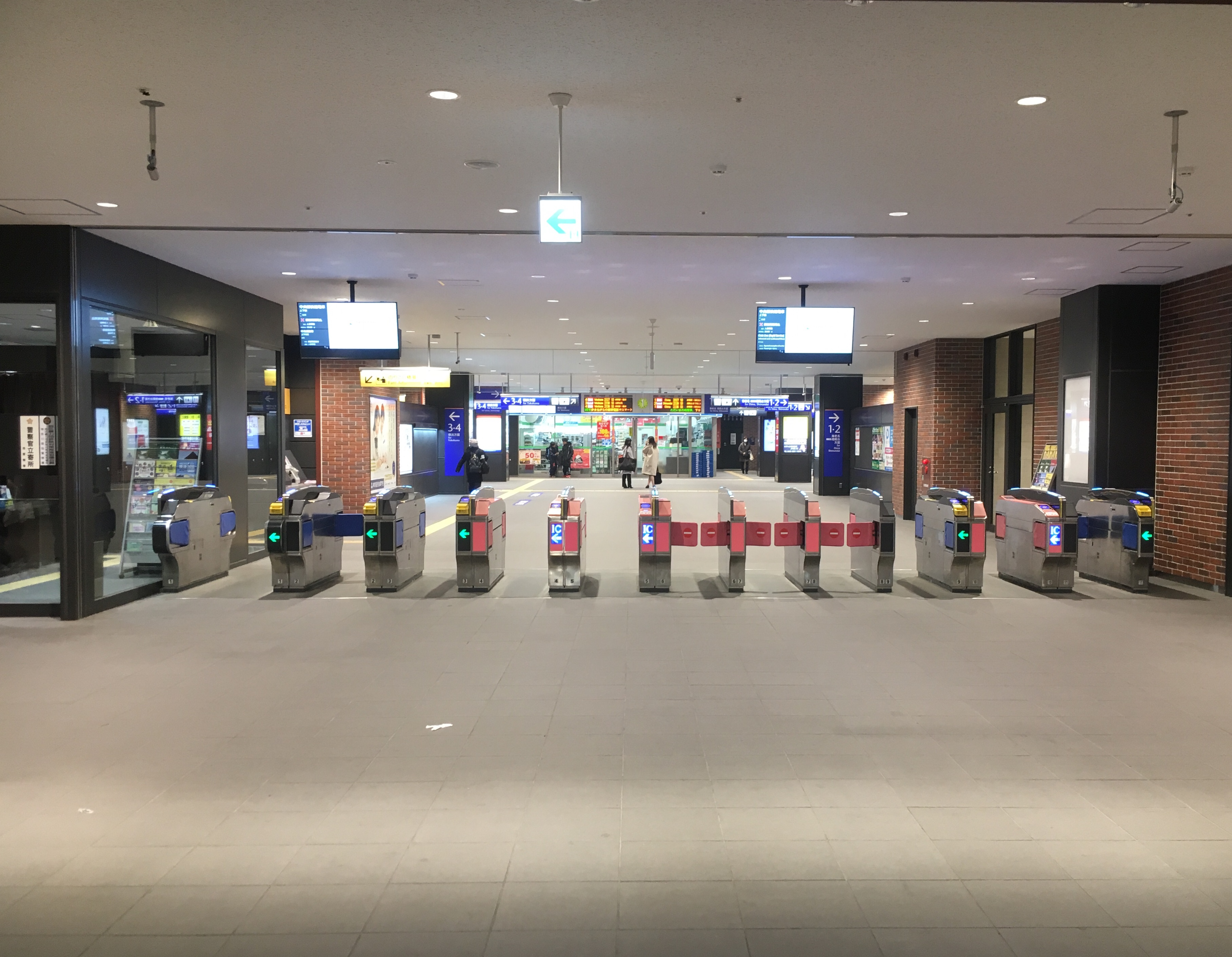
檢票口（2019年2月）
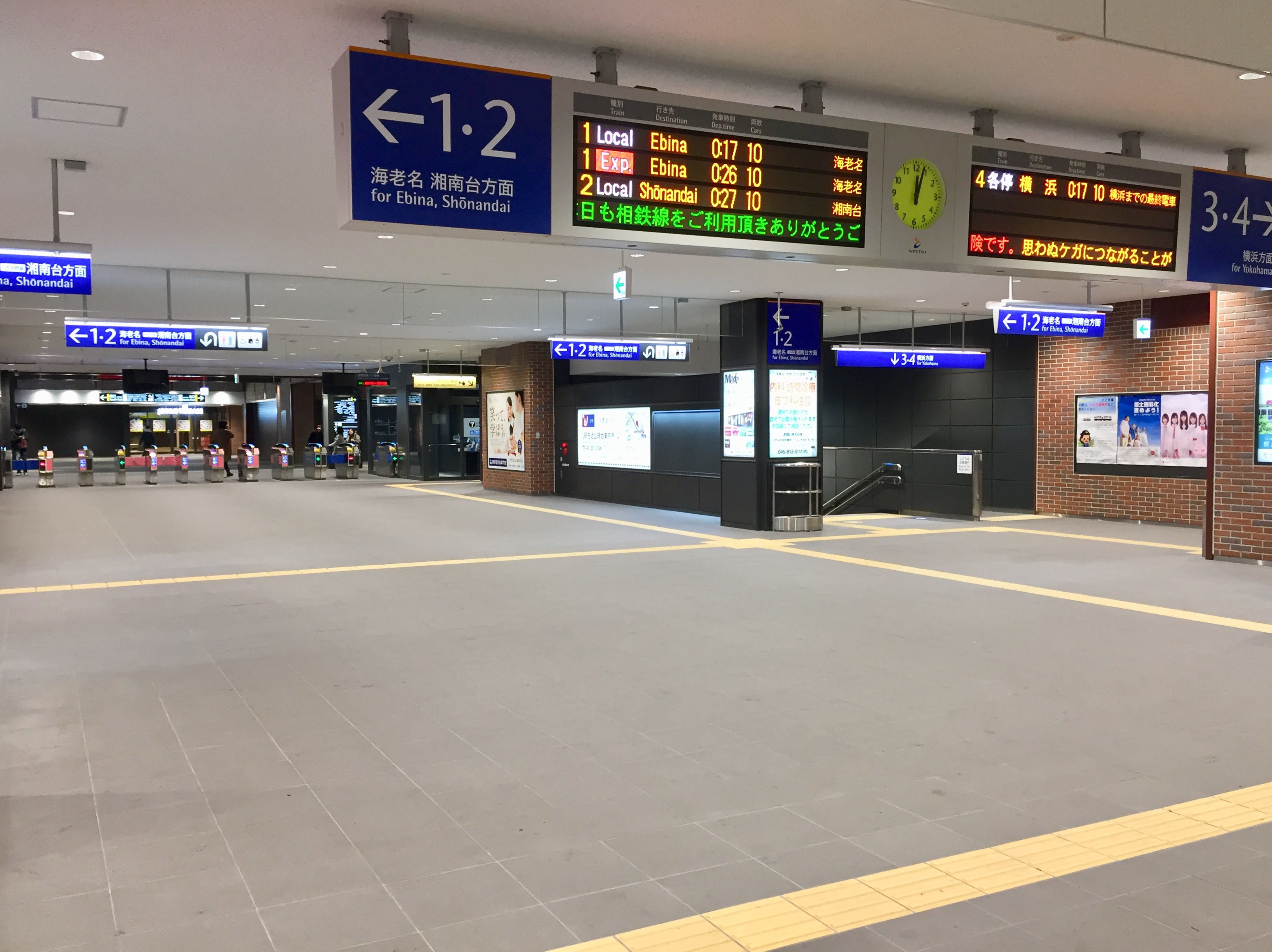
閘内（2019年1月）
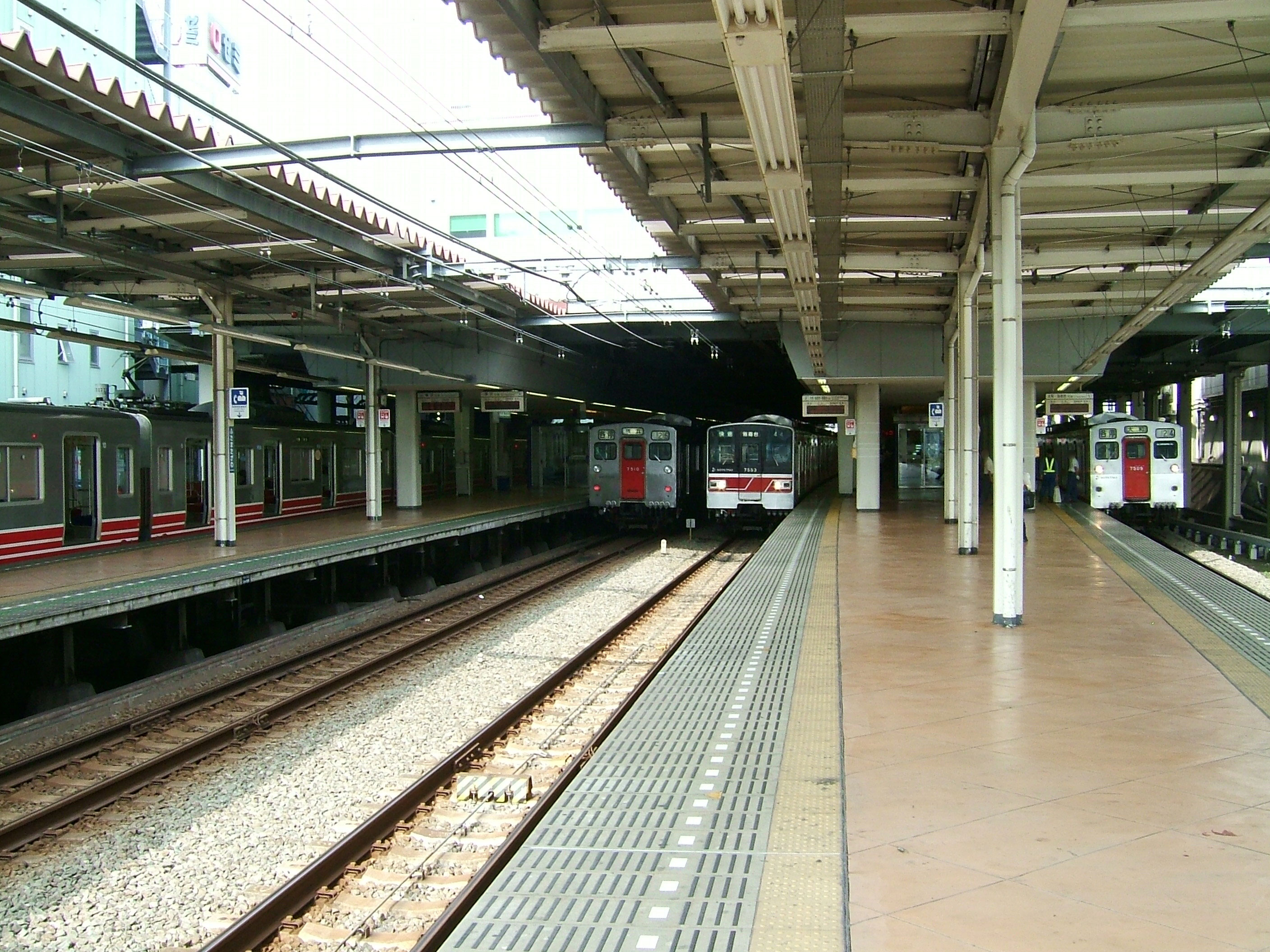
月台（2008年9月）
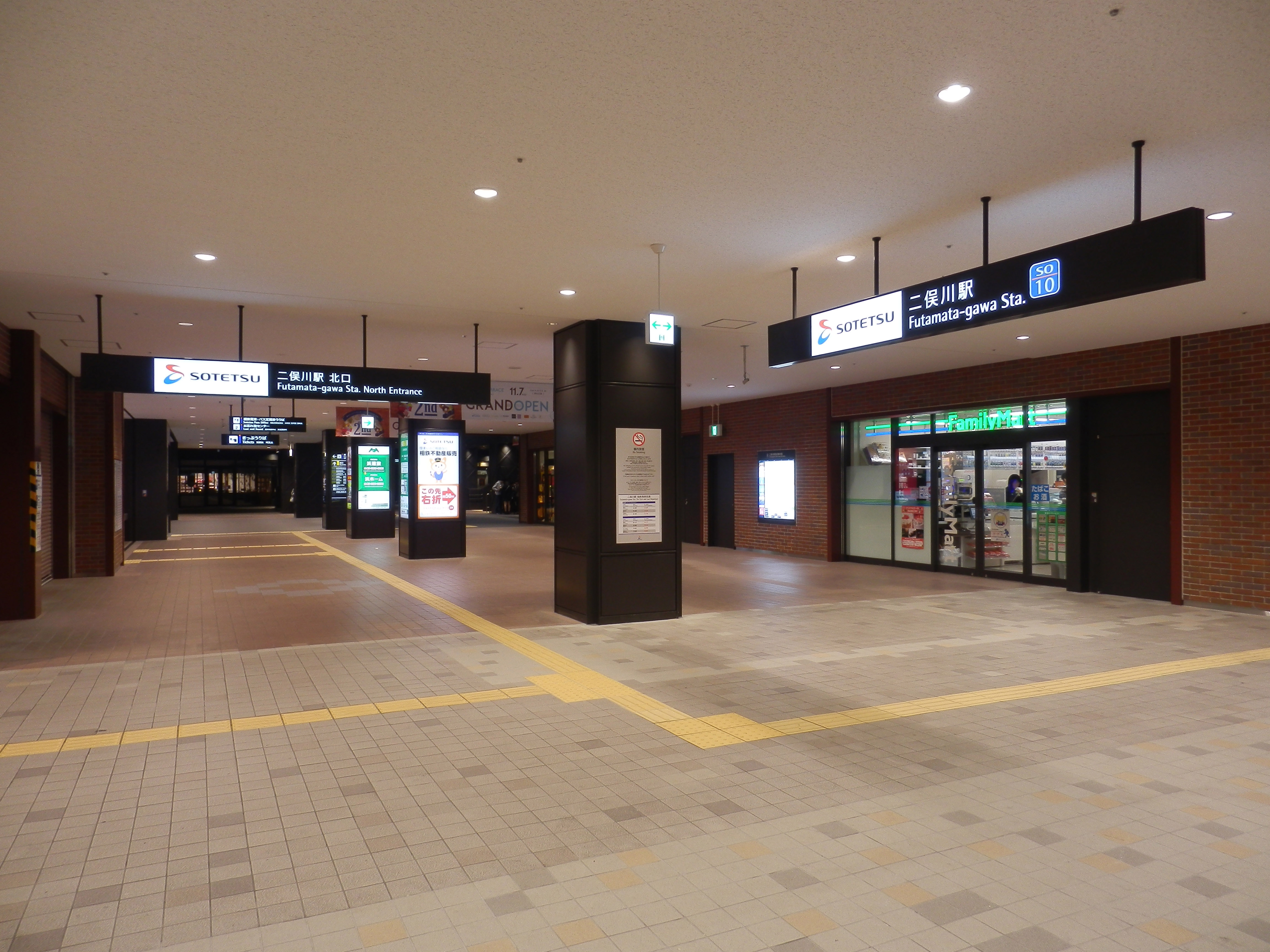
北大堂（2018年11月）
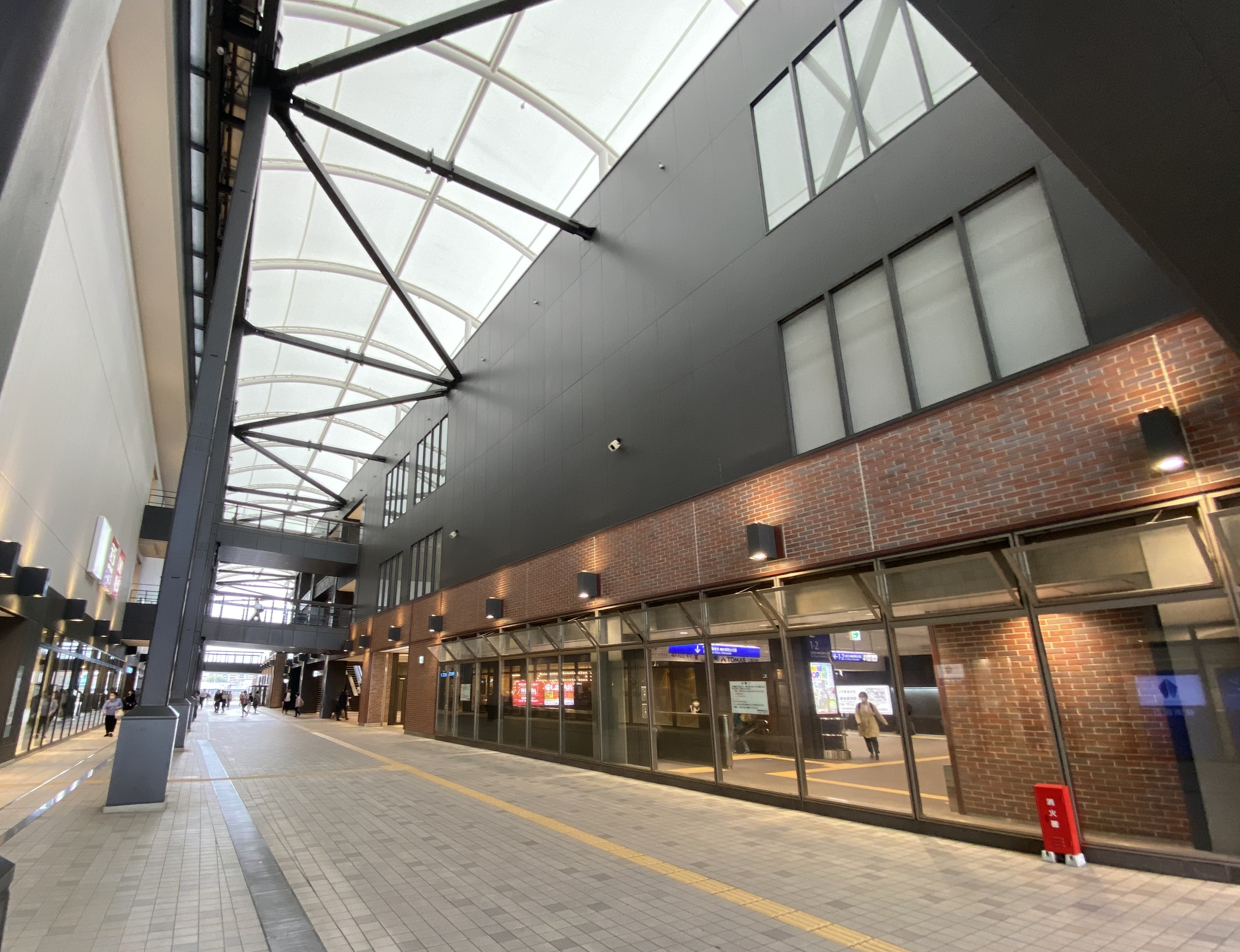
南大堂

## 使用情況
- 相模鐵道 - 2016年度1日平均上下車人次為77,733人[利用客数 1]。
相模鐵道全部25個車站當中次於橫濱站、海老名站、大和站排行第4位，泉野線車站當中第1位。

### 各年度1日平均上下車人次
近年1日平均上下車人次的推移如下表。
| 年度               | 相模鐵道           | 相模鐵道 |
| 年度               | 1日平均 上下車人次 | 增長率   |
| ------------------ | ------------------ | -------- |
| 1999年（平成11年） | 82,290             |          |
| 2000年（平成12年） | 81,623             | -0.8%    |
| 2001年（平成13年） | 80,774             | -1.0%    |
| 2002年（平成14年） | 79,576             | -1.5%    |
| 2003年（平成15年） | 79,302             | -0.3%    |
| 2004年（平成16年） | 77,895             | -1.8%    |
| 2005年（平成17年） | 78,009             | 0.1%     |
| 2006年（平成18年） | 78,619             | 0.8%     |
| 2007年（平成19年） | 80,949             | 3.0%     |
| 2008年（平成20年） | 81,221             | 0.3%     |
| 2009年（平成21年） | 80,884             | -0.4%    |
| 2010年（平成22年） | 80,329             | -0.7%    |
| 2011年（平成23年） | 79,122             | -1.5%    |
| 2012年（平成24年） | 79,604             | 0.6%     |
| 2013年（平成25年） | 79,473             | -0.2%    |
| 2014年（平成26年） | 77,432             | -2.6%    |
| 2015年（平成27年） | 77,843             | 0.5%     |
| 2016年（平成28年） | 77,733             | -0.1%    |

### 各年度1日平均上車人次（1980年－2000年）
近年1日平均上車人次如下表。數
- 本線與泉野線的數值參見神奈川縣縣勢要覽。
- 合計值參見橫濱市統計Portal。

| 年度               | 本線   | 泉野線 | 合計   | 來源               |
| ------------------ | ------ | ------ | ------ | ------------------ |
| 1980年（昭和55年） |        |        | 38,049 |                    |
| 1981年（昭和56年） |        |        | 38,578 |                    |
| 1982年（昭和57年） |        |        | 39,186 |                    |
| 1983年（昭和58年） |        |        | 39,888 |                    |
| 1984年（昭和59年） |        |        | 40,433 |                    |
| 1985年（昭和60年） |        |        | 40,838 |                    |
| 1986年（昭和61年） |        |        | 41,493 |                    |
| 1987年（昭和62年） |        |        | 42,505 |                    |
| 1988年（昭和63年） |        |        | 43,466 |                    |
| 1989年（平成元年） |        |        | 43,603 |                    |
| 1990年（平成02年） |        |        | 44,200 |                    |
| 1991年（平成03年） |        |        | 44,063 |                    |
| 1992年（平成04年） |        |        | 43,279 |                    |
| 1993年（平成05年） |        |        | 43,247 |                    |
| 1994年（平成06年） |        |        | 42,737 |                    |
| 1995年（平成07年） | 39,527 | 2,859  | 42,386 | [ * 3 ]            |
| 1996年（平成08年） |        |        | 41,948 |                    |
| 1997年（平成09年） |        |        | 40,992 |                    |
| 1998年（平成10年） | 38,376 | 2,837  | 41,213 | [ 神奈川県統計 1 ] |
| 1999年（平成11年） | 37,475 | 3,272  | 40,747 | [ 神奈川県統計 2 ] |
| 2000年（平成12年） | 37,110 | 3,398  | 40,508 | [ 神奈川県統計 2 ] |

### 各年度1日平均上車人次（2001年以後）
| 年度               | 本線   | 泉野線 | 合計   | 來源                |
| ------------------ | ------ | ------ | ------ | ------------------- |
| 2001年（平成13年） | 36,711 | 3,363  | 40,074 | [ 神奈川県統計 3 ]  |
| 2002年（平成14年） | 36,116 | 3,345  | 39,461 | [ 神奈川県統計 4 ]  |
| 2003年（平成15年） | 35,927 | 3,419  | 39,346 | [ 神奈川県統計 5 ]  |
| 2004年（平成16年） | 35,248 | 3,415  | 38,663 | [ 神奈川県統計 6 ]  |
| 2005年（平成17年） | 35,375 | 3,402  | 38,777 | [ 神奈川県統計 7 ]  |
| 2006年（平成18年） | 35,679 | 3,470  | 39,149 | [ 神奈川県統計 8 ]  |
| 2007年（平成19年） | 36,897 | 3,553  | 40,450 | [ 神奈川県統計 9 ]  |
| 2008年（平成20年） | 37,099 | 3,615  | 40,714 | [ 神奈川県統計 10 ] |
| 2009年（平成21年） | 36,955 | 3,641  | 40,596 | [ 神奈川県統計 11 ] |
| 2010年（平成22年） | 36,682 | 3,678  | 40,360 | [ 神奈川県統計 12 ] |
| 2011年（平成23年） | 36,168 | 3,642  | 39,810 | [ 神奈川県統計 13 ] |
| 2012年（平成24年） | 36,379 | 3,688  | 40,067 | [ 神奈川県統計 14 ] |
| 2013年（平成25年） | 36,320 | 3,669  | 39,989 | [ 神奈川県統計 15 ] |
| 2014年（平成26年） | 35,162 | 3,607  | 38,769 | [ 神奈川県統計 16 ] |
| 2015年（平成27年） | 35,243 | 3,592  | 38,835 | [ 神奈川県統計 17 ] |
| 2016年（平成28年） |        |        | 38,784 |                     |

## 車站周邊
參照二俁川。
- 神奈川縣運轉免許試驗場
- 西友、長崎屋等店舗
- ALCOTT二俁川
- 橫濱旭郵局
- 橫濱市旭區民文化中心
- 神奈川縣立公文書館
- 神奈川縣立中心
- 神奈川縣中心
- 神奈川縣立二俁川看護福祉高等學校
- 神奈川縣立産業技術短期大學校
- 中途障害者地域活動中心「旭」
- 三佛寺（三仏寺）
- （商店街
- 兒童自然公園 （首都圈少數的螢生息地）
- 國道16號（保土谷繞道）

### 巴士路線

#### 北口
- 二俁川站北口
  - 相模鐵道巴士、相鐵自動車、京濱急行巴士
  - 0號乘車場
    - <高速> 羽田機場 （相鐵自動車、京急）

  - 1號乘車場
    - <旭23> 運轉試驗場循環 （相鐵）

  - 2號乘車場
    - <旭4> 美立橋、保土谷站東口（經保土谷繞道、美立橋） （相鐵） ※限朝夕夜間
    - <旭4> 保土谷站東口（經美立橋） （相鐵） ※限昼間
    - <旭5> 保土谷站東口（經美立橋、西崎町） （相鐵） ※限平日2班

  - 3號乘車場
    - <旭21> 旭高校入口 （相鐵） ※夜間除外
    - <旭21> 旭高校入口（經中心） （相鐵） ※限夜間
    - <旭36> 旭高校入口（經保土谷繞道） （相鐵）

  - 4號乘車場
    - <旭2> 左近山第5、左近山第6（經保土谷繞道） （相鐵） ※限平日朝、平日土曜深夜

#### 南口
- 二俁川站南口
  - 相模鐵道巴士
  - 1號乘車場
    - <旭1> 鶴峰站（經左近山第6、市澤町） （相鐵） ※限平日昼間
    - <旭1> 左近山第5、左近山第6 （相鐵）
    - <旭6> 東戶塚站西口（經左近山第6、市澤町） （相鐵） ※平日朝除外
    - <旭6> 東戶塚站西口（經左近山第6） （相鐵） ※限平日朝

  - 2號乘車場
    - <旭19> 萬騎原循環 （相鐵）
    - <旭19> 綠園都市站（經南萬騎原站） （相鐵） ※限平日土曜朝1班

  - 3號乘車場
    - <旭18> 希望丘站（經善部第2） （相鐵）

## 历史
- 1926年（大正15年）5月12日 開業。當時為島式月台2面3線。
- 1976年（昭和51年）4月8日 泉野線二俁川 - 泉野間開業。
- 1989年（平成元年）5月28日 改良為島式月台2面4線。增設引上線。車站構內流過的二俁川暗渠化。

## 站名的由来
車站所在地的地名為「二俁川」。

## 相鄰車站
相模鐵道
 本線
■特急
西谷（SO08）－二俁川（SO10）－大和（SO14）
■急行（此站起往海老名方向各站停車）
橫濱（SO01）－二俁川（SO10）－希望丘（SO11）
■快速（下行至海老名、上行至鶴峰為止各站停車）、■各停
鶴峰（SO09）－二俁川（SO10）－希望丘（SO11）
 泉野線
■特急
西谷（SO08）－二俁川（SO10）－泉野（SO34）
■快速（下行至湘南台、上行至鶴峰為止各站停車）、■各停
鶴峰（SO09）（本線）－二俁川（SO10）－南萬騎原（SO31）

## 外部連結
- 二俁川 - 相模鐵道